# Pedicia spinifera
Pedicia (Crunobia) spinifera là một loài ruồi trong họ Pediciidae. Chúng phân bố ở vùng sinh thái Palearctic.